# Олавський повіт
Олавський повіт (пол. powiat oławski) — один з 26 земських повітів Нижньосілезького воєводства Польщі.
Утворений 1 січня 1999 року в результаті адміністративної реформи.

## Загальні дані
Повіт знаходиться у східній частині воєводства.
Адміністративний центр — місто Олава.
Станом на 1.01.2008 населення становить 71 540 осіб, площа 524,12 км².
На терени повіту були депортовані 956 українців з українських етнічних територій у 1947 році (т. з. акція «Вісла»).

## Демографія
Демографічні дані повіту станом на 30.06.2005:
|       | Всього | Всього | Жінки  | Жінки | Чоловіки | Чоловіки |
| ----- | ------ | ------ | ------ | ----- | -------- | -------- |
|       | осіб   | %      | осіб   | %     | осіб     | %        |
| Повіт | 71 087 | 100    | 36 320 | 51,1  | 34 767   | 48,9     |
| Міста | 46 268 | 100    | 23 762 | 51,4  | 22 506   | 48,6     |
| Села  | 24 819 | 100    | 12 558 | 50,6  | 12 261   | 49,4     |